# さらば箱舟
『さらば箱舟』（さらばはこぶね、Farewell to the Ark）1984年公開.
寺山修司監督のミステリー映画。ガブリエル・ガルシア＝マルケスの小説『百年の孤独』の映画化作品。
1985年第38回カンヌ国際映画祭コンペティション部門に出品。
1986年第36回ベルリン国際映画祭フォーラム部門で上映。
2015年第28回東京国際映画祭「寺山修司生誕80年 TERAYAMA FILMS」で上映。

## キャスト
出演者名と役名はKINENOTEに従った。
時任捨吉
演 - 山﨑努
時任スエ
演 - 小川真由美
時任大作
演 - 原田芳雄
テマリ
演 - 高橋洋子
鋳掛屋
演 - 天本英世
時任米太郎
演 - 石橋蓮司
犬憑きの修験者
演 - 小松方正
老人
演 - 宮口精二
ツバナ
演 - 新高けい子
チグサ
演 - 高橋ひとみ
ダイ
演 - 若松武
旅芸人の少女
演 - 美加理
鍛冶屋の六
演 - 牧野公昭
木村弁護士
演 - 江幡高志
蝋燭屋の茂吉
演 - 榎木兵衛
下男アダ
演 - 三上博史
旅芸人の座長
演 - ギリヤーク尼ヶ崎
時任ハナ
演 - 蘭妖子
視学官
演 - 斎藤正治
書生の林
演 - 根本豊
作男ズンム
演 - 福士恵二
六の妻ミツ
演 - 矢口桃
茂吉の妻グミ
演 - 末次章子
時任トメ
演 - 加藤土代子
下女咲
演 - 大林真由美
少年時代の大作
演 - 斉藤優一
少年時代のダイ
演 - 大山レオナ
電気工事夫
演 - 松田政男

## スタッフ
以下のスタッフ名等は特に記載がない限りKINENOTEに従った。
- 製作 - 九条今日子、佐々木史朗、砂岡不二夫
- 企画 - 多賀祥介
- 監督 - 寺山修司
- 原作 - ガブリエル・ガルシア＝マルケス『百年の孤独』より[2]
- 脚本 - 寺山修司、岸田理生
- 撮影 - 鈴木達夫
- 音楽 - J・A・シーザー
- 美術 - 池谷仙克
- 装画 - 合田佐和子
- 録音 - 木村勝英
- 助監督 - 榎戸耕史
- 編集 - 山地早智子

## 受賞
- 1984年度 第8回日本アカデミー賞 最優秀主演男優賞 - 山崎努（『お葬式』『さらば箱舟』）[9]
- 1984年度 第27回ブルーリボン賞 主演男優賞 - 山崎努（『お葬式』『さらば箱舟』）[10]
- 1984年度 第39回毎日映画コンクール男優主演賞 - 山崎努（『お葬式』『さらば箱舟』）[11]
- 1984年度 第58回キネマ旬報 主演男優賞 - 山崎努（『お葬式』『さらば箱舟』）[12]
- 1984年度 第58回キネマ旬報 日本映画ベスト・テン5位 -『さらば箱舟』（寺山修司監督）[12]
- 1984年度 第6回ヨコハマ映画祭 日本映画ベストテン7位 -『さらば箱舟』（寺山修司監督）[13]